# Weißgesichttauben
Die Weißgesichttauben (Turacoena) sind eine Gattung der Taubenvögel, die der Unterfamilie Columbinae zugerechnet wird. Zur Gattung gehören nur zwei Arten.

## Erscheinungsbild
Die Weißgesichttauben weisen ein überwiegend schwarzes bis schwarzgraues Gefieder auf. Ein Geschlechtsdimorphismus ist kaum vorhanden. Sie erreichen eine Körperlänge von rund 40 Zentimetern und sind damit so groß wie eine Stadttaube. Sie gelten als enge Verwandte der Kuckuckstauben und sind diesen sowohl in der Größe als auch im Körperbau ähnlich. Ihr Schwanz ist jedoch weniger stark gestuft als dies bei den Kuckuckstauben der Fall ist und am Ende stärker gerundet.

## Verbreitungsgebiet und Verhalten
Weißgesichttauben kommen auf einigen wenigen südostasiatischen Inseln vor. Die Manadotaube bewohnt Sulawesi und daran angrenzenden Inseln Manadotua, Lembeh, Bangka, Manterawu, Togian, Muna, Butung, Peleng und Sula. Die in ihrem Bestand bedrohte Timortaube kommt nur auf Timor und Wetar vor. Beides sind waldbewohnende Arten. Anders als die Kuckuckstauben kommt eine Bildung kleiner Trupps bei den Weißgesichttauben nur selten vor. Sie leben gewöhnlich entweder einzeln oder in Paaren. Das Nahrungsspektrum umfasst Früchte und Beeren.

## Arten
Die folgenden zwei monotypischen Arten zählen zu den Weißgesichttauben:
- Manadotaube (Turacoena manadensis)
- Timortaube (Turacoena modesta)

Gelegentlich werden in der Literatur für die Manadotaube zwei Unterarten beschrieben. Die Unterscheidung einer Unterart T.m. sulawensis wird jedoch mittlerweile als nicht valide eingestuft.

## Belege